# Skotsk hjorthund
Skotsk hjorthund är en hundras från Storbritannien. Den är en strävhårig vinthund och kan påminna om en irländsk varghund men är inte lika hög och inte lika grov.

## Historia

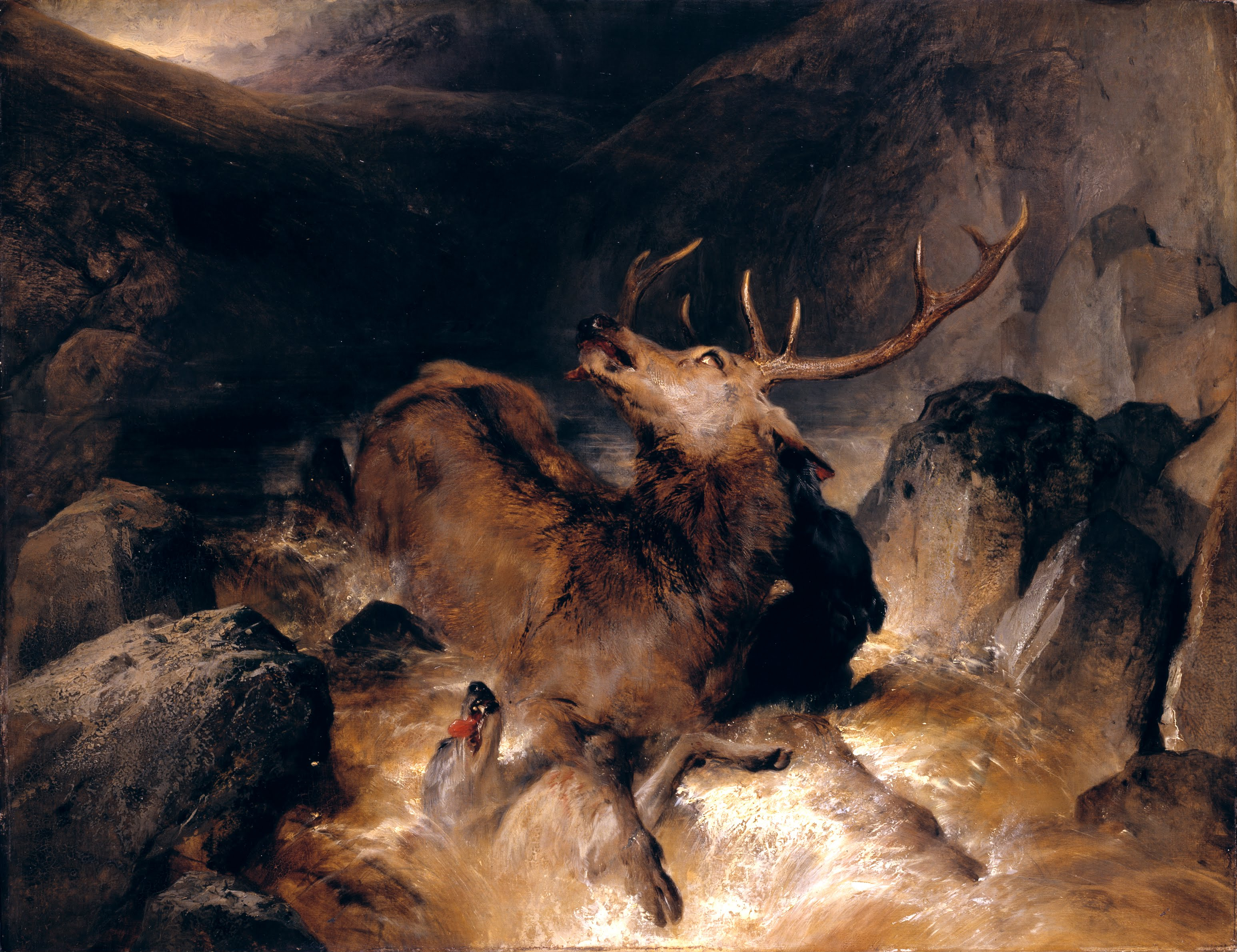
Deer and Deer Hounds in a Mountain Torrent från 1832 av Edwin Landseer.

Den vanligaste teorin är att ursprunget till den skotska hjorthunden fördes till Brittiska öarna med kelterna. Strävhåriga vinthundar för högviltjakt nämns av John Caius i De Canibus Britannicis 1570, i Raphael Holinsheds Chronicles of England, Scotland, and Ireland 1578 och av Robert Lindsay of Pitscottie (ca 1532–1580) i The Historie and Chronicles of Scotland. När geväret infördes minskade vinthundarnas betydelse som hetsjakthundar. När högviltet alltmer decimerades i norra Skottland minskade även antalet hjorthundar. Klansystemets förfall efter slaget vid Culloden 1746 bidrog också till rasens minskning. Omkring 1825 påbörjades ett räddningsarbete av bröderna Archibald och Duncan Macnellie. 1886 bildades en rasklubb och samma år skrevs den första rasstandarden.

## Egenskaper
Rasens ursprungliga användningsområde var hetsjakt som idag simuleras i hundsporten lure coursing. Sedan länge är skotsk hjorthund vanligast som sällskapshund.

## Utseende
Skotsk hjorthund har en grov päls som har en blågrå till blå färg. Ibland finns inslag av gul, röd eller brun. Ansiktet och öronen har svarta teckningar. Den långa svansen som ibland når fram till marken är vid roten något bredare.